# Lutocin (gromada)
Lutocin – dawna gromada, czyli najmniejsza jednostka podziału terytorialnego Polskiej Rzeczypospolitej Ludowej w latach 1954–1972.
Gromady, z gromadzkimi radami narodowymi (GRN) jako organami władzy najniższego stopnia na wsi, funkcjonowały od reformy reorganizującej administrację wiejską przeprowadzonej jesienią 1954 do momentu ich zniesienia z dniem 1 stycznia 1973, tym samym wypierając organizację gminną w latach 1954–1972.
Gromadę Lutocin z siedzibą GRN w Lutocinie utworzono – jako jedną z 8759 gromad na obszarze Polski – w powiecie sierpeckim w woj. warszawskim, na mocy uchwały nr VI/10/19/54 WRN w Warszawie z dnia 5 października 1954. W skład jednostki weszły obszary dotychczasowych gromad Elżbiecin, Felcyn, Mojnowo(), Lutocin i Parlin ze zniesionej gminy Bieżuń w tymże powiecie. Dla gromady ustalono 13 członków gromadzkiej rady narodowej.
1 stycznia 1956 gromada weszła w skład nowo utworzonego powiatu żuromińskiego w tymże województwie.
31 grudnia 1961 do gromady Lutocin włączono obszar zniesionej gromady Chrapoń, wsie Nowy Przeradz, Przeradz Mały i Przeradz Wielki ze zniesionej gromady Chromakowo oraz wsie Felcyn i Seroki ze zniesionej gromady Seroki w tymże powiecie.
Gromada przetrwała do końca 1972 roku, czyli do kolejnej reformy gminnej. 1 stycznia 1973 w powiecie żuromińskim utworzono gminę Lutocin.